# Griekenland op de Olympische Zomerspelen 1996
Griekenland nam deel aan de Olympische Zomerspelen 1996 in Atlanta, Verenigde Staten. 

## Medailleoverzicht
| Sport         | Olympiër              | Discipline       | Medaille |
| ------------- | --------------------- | ---------------- | -------- |
| Gewichtheffen | Pyrros Dimas          | -83kg (m)        | Goud     |
| Gewichtheffen | Kakhi Kakhiashvili    | -99kg (m)        | Goud     |
| Gymnastiek    | Ioannis Melissanidis  | vloer (m)        | Goud     |
| Zeilen        | Nikolaos Kaklamanakis | mistral (m)      | Goud     |
| Atletiek      | Niki Bakogianni       | hoogspringen (m) | Zilver   |
| Gewichtheffen | Leonidas Sampanis     | -59kg (m)        | Zilver   |
| Gewichtheffen | Valerios Leonidis     | -64kg (m)        | Zilver   |
| Gewichtheffen | Leonidas Kokas        | -91kg (m)        | Zilver   |

## Deelnemers en resultaten
(m) = mannen, (v) = vrouwen

### Atletiek
| Olympiër                                                                         | Discipline             | Resultaat | Prestatie                                                                       |
| -------------------------------------------------------------------------------- | ---------------------- | --------- | ------------------------------------------------------------------------------- |
| Alexandros Genovelis                                                             | 100m (m)               | 24e       | serie 12: 3de in 10,39 kwartfinale 5: 5de in 10,31                              |
| Kharalambos Papadias                                                             | 100m (m)               | 46e       | serie 11: 6de in 10,46                                                          |
| Alex Terzian                                                                     | 100m (m)               | 49e       | serie 6: 4de in 10,48                                                           |
| Georgios Panagiotopoulos                                                         | 200m (m)               | 30e       | serie 7: 3de in 20,69 kwartfinale 2: 6de in 20,86                               |
| Thomas Smbokos                                                                   | 200m (m)               | 43e       | serie 2: 5de in 20,88                                                           |
| Stelios Bismbas                                                                  | 110m horden (m)        | 37e       | serie 5: 4de in 13,85                                                           |
| Alexandros Yenovelis Thomas Sbokos George Panayiotopoulos Alexandros Alexopoulos | 4x100m (m)             | 24e       | serie 5: gediskwalificeerd                                                      |
| Spyros Andriopoulos                                                              | marathon (m)           | 36e       | 2:19.41                                                                         |
| Kostas Koukodimos                                                                | verspringen (m)        | 22e       | kwalificatie groep A: 11de met 7,82m                                            |
| Spyros Vasdekis                                                                  | verspringen (m)        | 14e       | kwalificatie groep B: 8ste met 7,98m                                            |
| Lambros Papakostas                                                               | hoogspringen (m)       | 6e        | kwalificatie groep A: 3de met 2,28m finale: 6de met 2,32m                       |
| Kostas Gatsioudis                                                                | speerwerpen (m)        | 10e       | kwalificatie groep A: 1ste met 87,12m finale: 10de met 81,46m                   |
| Dimitrios Polymerou                                                              | speerwerpen (m)        | 19e       | kwalificatie groep B: 9de met 77,82m                                            |
| Alexandros Papadimitriou                                                         | kogelslingeren (m)     | 16e       | kwalificatie groep A: 9ste met 74,46m                                           |
| Khristos Polykhroniou                                                            | kogelslingeren (m)     | DNF       | kwalificatie groep B: geen geldige worp                                         |
|                                                                                  |                        |           |                                                                                 |
| Katerina Koffa                                                                   | 100m (v)               | 17e       | serie 6: 4de in 11,33 kwartfinale 1: 5de in 11,38                               |
| Ekateríni Thánou                                                                 | 100m (v)               | 23e       | serie 3: 3de in 11,35 kwartfinale 3: 6de in 11,48                               |
| Katerina Koffa                                                                   | 200m (v)               | 15e       | serie 6: 4de in 23,09 kwartfinale 2: 4de in 23,04 halve finale 2: 8ste in 23,20 |
| Maria Polyzou                                                                    | marathon (v)           | 42e       | 2:41.33                                                                         |
| Voula Patoulidou                                                                 | verspringen (v)        | 10e       | kwalificatie groep B: 2de met 6,58m finale: 10de met 6,37m                      |
| Niki Xanthou                                                                     | verspringen (v)        | 4e        | kwalificatie groep A: 9de met 6,60m finale: 4de met 6,97m                       |
| Olga Vasdeki                                                                     | hink-stap-springen (v) | 5e        | kwalificatie groep A: 3de met 14,48m finale: 5de met 14,44m                     |
| Niki Bakogianni                                                                  | hoogspringen (v)       | Zilver    | kwalificatie groep A: 1ste met 1,93m finale: 2de met 2,03m                      |
| Anastasia Kelesidou                                                              | discuswerpen (v)       | 18e       | kwalificatie groep A: 9de met 59,60m                                            |
| Stella Tsikouna                                                                  | discuswerpen (v)       | 31e       | kwalificatie groep B: 17de met 56,66m                                           |
| Aikaterini Vongoli                                                               | discuswerpen (v)       | 22e       | kwalificatie groep A: 11de met 58,70m                                           |

### Basketbal
| Olympiër | Discipline | Resultaat | Prestatie |
| --- | ---------- | --------- | --- |
| Kostas Patavoukas Pap Papanikolaou Dinos Angelidis-Khronis Efthymios Bakatsias Efthymios Rentzias Lefteris Kakiousis Frankie Alvertis Georgios Sigalas Nikos Oikonomou Panagiotis Fasoulas Panagiotis Giannakis Fanis Khristodoulou | mannen     | 5e        | groep B: 3de V van Joegoslavië: 63-71 W van Brazilië: 89-87 W van Puerto Rico: 80-69 W van Zuid-Korea: 108-86 V van Australië: 62-103 kwartfinale: V van Litouwen: 66-99 5-8ste plek: W van China: 115-75 5-6de plek: W van Brazilië: 91-72 |

| Groep B |             |             |             |             |        |        |        |        |
| #       | Land        | Wedstrijden | Wedstrijden | Wedstrijden | Punten | Punten | Punten | Punten |
| #       | Land        | G           | W           | V           | V      | T      | Saldo  | Punten |
| 1       | Joegoslavië | 5           | 5           | 0           | 478    | 364    | +114   | 10     |
| 2       | Australië   | 5           | 4           | 1           | 492    | 438    | +54    | 9      |
| 3       | Griekenland | 5           | 3           | 2           | 402    | 416    | -14    | 8      |
| 4       | Brazilië    | 5           | 2           | 3           | 498    | 494    | +4     | 7      |
| 5       | Puerto Rico | 5           | 1           | 4           | 447    | 465    | -18    | 6      |
| 6       | Zuid-Korea  | 5           | 0           | 5           | 422    | 562    | -140   | 5      |

| Ronde       | Datum   | Plaats      | Land   | Score       | Land |
| ----------- | ------- | ----------- | ------ | ----------- | ---- |
| Groepsfase  |         |             |        |             |      |
| 20 juli     | Atlanta | Griekenland | 63-71  | Joegoslavië |      |
| 20 juli     | Atlanta | Brazilië    | 87-89  | Griekenland |      |
| 24 juli     | Atlanta | Griekenland | 80-69  | Puerto Rico |      |
| 26 juli     | Atlanta | Zuid-Korea  | 86-108 | Griekenland |      |
| 28 juli     | Atlanta | Australië   | 103-62 | Griekenland |      |
| Kwartfinale |         |             |        |             |      |
| 30 juli     | Atlanta | Litouwen    | 99-66  | Griekenland |      |
| 5-8ste plek |         |             |        |             |      |
| 1 augustus  | Atlanta | China       | 75-115 | Griekenland |      |
| 5-6de plek  |         |             |        |             |      |
| 2 augustus  | Atlanta | Griekenland | 91-72  | Brazilië    |      |

### Boksen
| Olympiër                | Discipline | Resultaat | Prestatie                                           |
| ----------------------- | ---------- | --------- | --------------------------------------------------- |
| Agathangelos Tsiripidis | -54kg (m)  | 17e       | 1ste ronde: V van ALG Boulehia: 6-10                |
| Tingran Ouzlian         | -57kg (m)  | 9e        | 1ste ronde: vrij 2de ronde: V van RUS Paliani: 2-27 |

### Gewichtheffen
| Olympiër           | Discipline | Resultaat | Prestatie                                                        |
| ------------------ | ---------- | --------- | ---------------------------------------------------------------- |
| Leonidas Sabanis   | -59kg (m)  | Zilver    | trekken: 1ste met 137,5kg stoten: 2de met 167,5kg totaal: 300kg  |
| Valerios Leonidis  | -64kg (m)  | Zilver    | trekken: 2de met 145kg stoten: 1ste met 187,5kg totaal: 332,5kg  |
| Georgios Tzelilis  | -64kg (m)  | 4e        | trekken: 2de met 145kg stoten: 3de met 177,5kg totaal: 322,5kg   |
| Christos Spyrou    | -70kg (m)  | 13e       | trekken: 11de met 145kg stoten: 12de met 177,5kg totaal: 322,5kg |
| Viktor Mitrou      | -76kg (m)  | 4e        | trekken: 1ste met 162,5kg stoten: 3de met 195kg totaal: 357,5kg  |
| Pyrros Dimas       | -83kg (m)  | Goud      | trekken: 1ste met 180kg stoten: 2de met 213kg totaal: 392,5kg    |
| Leonidas Kokas     | -91kg (m)  | Zilver    | trekken: 4de met 175kg stoten: 1ste met 215kg totaal: 390kg      |
| Kakhi Kakhiashvili | -99kg (m)  | Goud      | trekken: 3de met 185kg stoten: 1ste met 235kg totaal: 420kg      |
| Oleng Panatidis    | -108kg (m) | DNF       | trekken: geen geldige poging                                     |
| Pavlos Saltsidis   | +108kg (m) | 7e        | trekken: 7de met 185kg stoten: 6de met 235kg totaal: 420kg       |

### Gymnastiek
| Olympiër | Discipline               | Resultaat | Prestatie                                                                 |
| Ritmisch | Ritmisch                 | Ritmisch  | Ritmisch                                                                  |
| --- | ------------------------ | --------- | ------------------------------------------------------------------------- |
| Maria Pangalou | individueel (v)          | 21e       | kwalificatie: 8ste met 37,983 punten halve finale: 12de met 37,815 punten |
| Evangelia Sotiriou | individueel (v)          | 26e       | kwalificatie: 26ste met 36,698 punten                                     |
| Turnen |                          |           |                                                                           |
| Ioannis Melissanidis | vloer (m)                | Goud      | kwalificatie: 4de met 19,375 punten finale: 1ste met 9,850 punten         |
| Ioannis Melissanidis | individuele meerkamp (m) | 17e       | kwalificatie: 52ste met 109,975 punten                                    |
| Vasiliki Tsavdaridou | individuele meerkamp (v) | 21e       | kwalificatie: 24ste met 76,249 punten finale: 21ste met 38,217 punten     |
| Vasiliki Tsavdaridou Virginia Karentzou Constantina Margariti Kyriaki Firinidou Georgia Tempou Aikaterini Mamouti Kyriaki Papanikolaou | meerkamp team (v)        | 11e       | kwalificatie: 11de met 371,291 punten                                     |

### Judo
| Olympiër                | Discipline | Resultaat | Prestatie |
| ----------------------- | ---------- | --------- | --- |
| Charalambos Papaioannou | +95kg (m)  | 7e        | 1ste ronde: vrij 2de ronde: W van AUS Szabo 3de ronde: V van JPN Ogawa herkansingen: W van NCA Galeano herkansingen 2: W van POL Kubacki herkansingen 3: V van BEL Van Barneveld |

### Roeien
| Olympiër                                 | Discipline             | Resultaat | Prestatie |
| ---------------------------------------- | ---------------------- | --------- | --- |
| Vasileios Polymeros Ioannis Kourkourikis | lichte dubbel-twee (m) | 10e       | serie 1: 3de in 6.50,57 herkansingen: 2de in 6.24,40 halve finale 1: 5de in 6.34,84 finale B: 4de in 6.27,94 |
|                                          |                        |           | |
| Tonia Svaier                             | skiff (v)              | 15e       | serie 1: 3de in 8.17,49 herkansingen: 4de in 8.49,44 finale C: 3de in 8.25,83                                |
| Angeliki Gremou Chrysi Biskitzi          | lichte dubbel-twee (v) | 15e       | serie 1: 6de in 8.01,60 herkansingen: 5de in 7.21,39 finale C: 3de in 7.51,80                                |

### Schermen
| Olympiër                   | Discipline | Resultaat | Prestatie                                                            |
| -------------------------- | ---------- | --------- | -------------------------------------------------------------------- |
| Niki-Katerina Sidiropoulou | degen (v)  | 17e       | 1ste ronde: W van AUS Osvath: 15-8 2de ronde: V van GER Bokel: 10-15 |

### Schietsport
| Olympiër              | Discipline      | Resultaat | Prestatie                                     |
| --------------------- | --------------- | --------- | --------------------------------------------- |
| Michail Elpikidis     | trap (m)        | 57e       | kwalificatie: 57ste met 111 punten (64-47)    |
| Christos Sotiropoulos | dubbeltrap (m)  | 30e       | kwalificatie: 30ste met 124 punten (40-45-39) |
|                       |                 |           |                                               |
| Agathi Kassoumi       | 25m pistool (v) | 15e       | kwalificatie: 15de met 576 punten (288-288)   |

### Schoonspringen
| Olympiër           | Discipline   | Resultaat | Prestatie                          |
| ------------------ | ------------ | --------- | ---------------------------------- |
| Nikolaos Siranidis | 3m plank (m) | 26e       | voorronde: 26ste met 316,50 punten |

### Tafeltennis
| Olympiër            | Discipline    | Resultaat | Prestatie                                                                        |
| ------------------- | ------------- | --------- | -------------------------------------------------------------------------------- |
| Kallinikos Kreangka | enkelspel (m) | 17e       | groep P: 2de V van FRA Chila: 1-2 W van NGR Toriola: 2-0 W van IND Baboor: 2-0   |
| Daniel Tsiokas      | enkelspel (m) | 17e       | groep B: 2de W van UGA Mutambuze: 2-0 W van NED Heister: 2-0 V van CHN Wang: 0-2 |

### Tennis
| Olympiër                                 | Discipline     | Resultaat | Prestatie                                                   |
| ---------------------------------------- | -------------- | --------- | ----------------------------------------------------------- |
| Khristina Papadaki                       | enkelspel (v)  | 33e       | 1ste ronde: V van MEX Gavaldon: 1-6, 6-3, 2-6               |
| Khristina Papadaki Khristina Zakhariadou | dubbelspel (v) | 17e       | 1ste ronde: V van THA Tanasugarn/Sangaram: 2-6, 7-6(3), 2-6 |

### Waterpolo
| Olympiër | Discipline    | Resultaat | Prestatie |
| --- | ------------- | --------- | --- |
| Georgios Afroudakis Thomas Khatzis Theodoros Khatzitheodorou Symeon Georgaras Filippos Kaiafas Theodoros Kalakonas Theodoros Lorantos Konstantinos Loudis Georgios Mavrotas Tasos Papanastasiou Vangelis Patras Georgios Psykhos Gerasimos Voltyrakis | enkelspel (m) | 6e        | groep B: 4de V van Kroatië: 5-8 V van Verenigde Staten: 7-9 W van Roemenië: 8-5 V van Italië: 8-10 W van Oekraïne: 9-6 kwartfinale: V van Hongarije: 8-12 5-8ste plek: W van Verenigde Staten: 7-6 5-6de plek: V van Rusland: 8-10 |

| Groep B |                  |             |             |             |             |        |        |        |        |
| #       | Land             | Wedstrijden | Wedstrijden | Wedstrijden | Wedstrijden | Punten | Punten | Punten | Punten |
| #       | Land             | G           | W           | G           | V           | V      | T      | Saldo  | Punten |
| 1       | Italië           | 5           | 5           | 0           | 0           | 48     | 38     | +10    | 10     |
| 2       | Verenigde Staten | 5           | 4           | 0           | 1           | 45     | 37     | +8     | 8      |
| 3       | Kroatië          | 5           | 3           | 0           | 2           | 51     | 39     | +12    | 6      |
| 4       | Griekenland      | 5           | 2           | 0           | 3           | 37     | 38     | -1     | 4      |
| 5       | Roemenië         | 5           | 1           | 0           | 4           | 31     | 45     | -14    | 1      |
| 6       | Oekraïne         | 5           | 1           | 0           | 4           | 32     | 48     | -15    | 1      |

| Ronde       | Datum   | Plaats           | Land | Score            | Land |
| ----------- | ------- | ---------------- | ---- | ---------------- | ---- |
| Groepsfase  |         |                  |      |                  |      |
| 20 juli     | Atlanta | Kroatië          | 8-5  | Griekenland      |      |
| 21 juli     | Atlanta | Verenigde Staten | 9-7  | Griekenland      |      |
| 22 juli     | Atlanta | Griekenland      | 8-5  | Roemenië         |      |
| 23 juli     | Atlanta | Italië           | 10-8 | Griekenland      |      |
| 24 juli     | Atlanta | Griekenland      | 9-6  | Oekraïne         |      |
| Kwartfinale |         |                  |      |                  |      |
| 26 juli     | Atlanta | Hongarije        | 12-8 | Griekenland      |      |
| 5-8ste plek |         |                  |      |                  |      |
| 27 juli     | Atlanta | Griekenland      | 7-6  | Verenigde Staten |      |
| 5-6de plek  |         |                  |      |                  |      |
| 28 juli     | Atlanta | Griekenland      | 8-10 | Rusland          |      |

### Wielersport
| Olympiër             | Discipline  | Resultaat | Prestatie |
| Baan                 | Baan        | Baan      | Baan |
| -------------------- | ----------- | --------- | --- |
| George Himonetos     | sprint (m)  | 13e       | kwalificatie: 13de in 10,602 1ste ronde: W van USA Clay: 11,182 2de ronde: V van CZE Buran 2de ronde herkansingen: 2de                                                |
| Labros Vassilopoulus | sprint (m)  | 13e       | kwalificatie: 18de in 10,726 1ste ronde: V van CZE Buran 1ste ronde herkansingen: W van JPN Kamiyama: 11,060 2de ronde: V van AUS Neiwand 2de ronde herkansingen: 2de |
| Dimitrios Georgalis  | tijdrit (m) | 7e        | 1.04,995 |

### Worstelen
| Olympiër                | Discipline  | Resultaat   | Prestatie |
| Vrije stijl             | Vrije stijl | Vrije stijl | Vrije stijl |
| ----------------------- | ----------- | ----------- | --- |
| Nikos Tskouaseli        | -48kg (m)   | 13e         | 1ste ronde: W van ROU Corduneanu: 3-2 2de ronde: V van MDA Railean: 1-10 3de ronde: V van USA Eiter: 2-11 |
| Amiran Kardanov         | -52kg (m)   | 16e         | 1ste ronde: V van UZB Achilov: 1-11 2de ronde: V van USA Rosselli: 1-3 |
| Lazaros Loizidis        | -74kg (m)   | 20e         | 1ste ronde: V van GER Leipold: 0-6 2de ronde: V van IRI Momeni: 0-3 |
| Petros Bourdoulis       | -130kg (m)  | 8e          | 1ste ronde: V van BLR Medvedev: 1-7 2de ronde: W van AUS Pikos: 6-0 3de ronde: W van CAN Borodow: 1-0 4de ronde: V van KGZ Kovalevsky: 1-7 7-8ste plek: V van UKR Valiyev: 1-5                                 |
| Grieks-Romeins          |             |             | |
| Ioannis Agakatzanian    | -48kg (m)   | 8e          | 1ste ronde: W van PER Yllescas: 10-0 2de ronde: W van TUR Özdemir: 3-2 3de ronde: V van KOR Sim: 1-4 4de ronde: V van PRK Kang: 0-10 7-8ste plek: V van JPN Kado: 0-1                                          |
| Sarkis Elgkian          | -57kg (m)   | 7e          | 1ste ronde: V van ROU Sandu: 2-3 2de ronde: W van RUS Ignatenko: 3-2 3de ronde: W van LTU Šukevičius: 6-5 4de ronde: W van JPN Nishimi: 5-2 5de ronde: V van CUB Sarmiento 7-8ste plek: W van JPN Nishimi: 5-4 |
| Aroutic Roumpenian      | -62kg (m)   | 17e         | 1ste ronde: V van GEO Guliashvili: 1-4 2de ronde: W van BLR Petrenko: 1-3 |
| Iordanis Konstantinidis | -90kg (m)   | 6e          | 1ste ronde: W van PER Vasquez: 10-0 2de ronde: W van ARM Yeghishyan: 12-0 3de ronde: vrij 4de ronde: V van POL Fafinkski: 0-6 5de ronde: V van BLR Sidorenko: 0-5 5-6de plek: V van TUR Başar: 1-4             |
| Panagiotis Poikilidis   | -130kg (m)  | 5e          | 1ste ronde: W van MEX Diaz: 10-0 2de ronde: W van EST Hallik: 3-0 3de ronde: vrij 4de ronde: V van RUS Karelin: 0-8 5de ronde: V van UKR Kotok: 1-3 5-6de plek: W van GER Schiekel: 3-0                        |

### Zeilen
| Olympiër                                                 | Discipline  | Resultaat | Prestatie                                        |
| -------------------------------------------------------- | ----------- | --------- | ------------------------------------------------ |
| Nikolaos Kaklamanakis                                    | mistral (m) | Goud      | 17,0 punten: (5-1-2-6-1-9-1-1-DNF)               |
| Aimilios Papathanasiou                                   | finn (m)    | 27e       | 195,0 punten: (26-21-DNF-27-PMS-16-21-23-29-DNF) |
| Andreas Kosmatopoulos Konstantinos Trigonis              | 470 (m)     | 11e       | 97,0 punten: (11-19-18-13-5-2-15-18-5-10-24)     |
|                                                          |             |           |                                                  |
| Angeliki Skarlatou                                       | mistral (v) | 23e       | 149,0 punten: (23-21-24-22-22-24-21-21-19)       |
| Maria Mylona                                             | europe (v)  | 21e       | 152,0 punten: (13-22-20-22-24-13-11-11-19-21-24) |
| Katerina Kaloudi Aimilia Tsoulfa                         | 470 (v)     | 17e       | 120,0 punten: (9-20-6-19-18-6-16-17-17-18-13)    |
|                                                          |             |           |                                                  |
| Dimitrios Theodorakis                                    | laser       | 27e       | 203,0 punten: (21-28-16-18-33-26-28-20-25-25-24) |
| Anastasios Bountouris Dimitrios Boukis                   | star        | 4e        | 45,0 punten: (6-8-14-3-6-6-1-16-4-11)            |
| Stavros Alevrasage Panayiotis Alevras Stefanos Chandakas | soling      | 18e       | 107,0 punten: (14-12-18-PMS-3-16-21-11-20-13)    |

### Zwemmen
| Olympiër                                                              | Discipline            | Resultaat | Prestatie                                              |
| --------------------------------------------------------------------- | --------------------- | --------- | ------------------------------------------------------ |
| Georgios Giziotis                                                     | 50m vrije slag (m)    | 34e       | serie 6: 8ste in 23,56                                 |
| Georgios Giziotis                                                     | 100m vrije slag (m)   | 46e       | serie 2: 3de in 52,04                                  |
| Dimitrios Manganas                                                    | 200m vrije slag (m)   | 30e       | serie 3: 5de in 1.53,84                                |
| Dimitrios Manganas                                                    | 400m vrije slag (m)   | 16e       | serie 2: 4de in 3.54,85 (NR) finale B: 8ste in 3.57,39 |
| Dimitrios Manganas                                                    | 1500m vrije slag (m)  | 30e       | serie 2: 7de in 16.15,94                               |
| Panagiotis Adamidis                                                   | 100m rugslag (m)      | 36e       | serie 4: 8ste in 58,12                                 |
| Panagiotis Adamidis                                                   | 200m rugslag (m       | 37e       | serie 2: 7de in 2.10,22                                |
| Georgios Popotas                                                      | 100m vlinderslag (m)  | 43e       | serie 4: 7de in 56,16                                  |
| Georgios Popotas                                                      | 200m vlinderslag (m   | 40e       | serie 3: 8ste in 2.06,00                               |
|                                                                       |                       |           |                                                        |
| Tonia Makhaira                                                        | 100m vrije slag (v)   | 31e       | serie 2: 3de in 57,92                                  |
| Tonia Makhaira                                                        | 200m vrije slag (v)   | 14e       | serie 2: 1ste in 2.03,21 (NR) finale B: 5de in 2.02,58 |
| Tonia Makhaira                                                        | 400m vrije slag (v)   | 34e       | serie 1: 5de in 4.24,05                                |
| Aikaterini Klepkou                                                    | 100m rugslag (v)      | 27e       | serie 2: 5de in 1.05,94                                |
| Aikaterini Klepkou                                                    | 200m rugslag (v)      | 31e       | serie 2: 5de in 2.22,83                                |
| Marina Karystinou                                                     | 100m vlinderslag (v)  | 40e       | serie 2: 7de in 1.05,05                                |
| Marina Karystinou                                                     | 200m vlinderslag (v)  | 29e       | serie 2: 6de in 2.20,57                                |
| Katia Sarakatsani                                                     | 200m wisselslag (v)   | 23e       | serie 3: 4de in 2.19,74                                |
| Katia Sarakatsani                                                     | 400m wisselslag (v)   | 25e       | serie 1: 4de in 4.56,32 (NR)                           |
| Marina Karystinou Aikaterini Klepkou Tonia Makhaira Katia Sarakatsani | 4x100m wisselslag (v) | 22e       | serie 3: 8ste in 4.24,80                               |

Afghanistan · Albanië · Algerije · Amerikaanse Maagdeneilanden · Amerikaans-Samoa · Andorra · Angola · Antigua‑Barbuda · Argentinië · Armenië · Aruba · Australië · Azerbeidzjan · Bahama's · Bahrein · Bangladesh · Barbados · België · Belize · Benin · Bermuda · Bhutan · Bolivia · Bosnië en Herzegovina · Botswana · Brazilië · Britse Maagdeneilanden · Brunei · Bulgarije · Burkina Faso · Burundi · Cambodja · Canada · Centraal-Afrikaanse Republiek · Chili · China · Chinees Taipei · Colombia · Comoren · Congo-Brazzaville · Cookeilanden · Costa Rica · Cuba · Cyprus · Denemarken · Djibouti · Dominica · Dominicaanse Republiek · Duitsland · Ecuador · Egypte · El Salvador · Equatoriaal-Guinea · Estland · Ethiopië · Fiji · Filipijnen · Finland · Frankrijk · Gabon · Gambia · Georgië · Ghana · Grenada · Griekenland · Groot-Brittannië · Guam · Guatemala · Guinee · Guinee-Bissau · Guyana · Haïti · Honduras · Hongarije · Hongkong · Ierland · IJsland · India · Indonesië · Irak · Iran · Israël · Italië · Ivoorkust · Jamaica · Japan · Jemen · Joegoslavië · Jordanië · Kaaimaneilanden · Kaapverdië · Kameroen · Kazachstan · Kenia · Kirgizië · Koeweit · Kroatië · Laos · Lesotho · Letland · Libanon · Liberia · Libië · Liechtenstein · Litouwen · Luxemburg ·  Macedonië · Madagaskar · Malawi · Malediven · Maleisië · Mali · Malta · Marokko · Mauritanië · Mauritius · Mexico · Moldavië · Monaco · Mongolië · Mozambique · Myanmar · Namibië · Nauru · Nederland · Nederlandse Antillen · Nepal · Nicaragua · Nieuw-Zeeland · Niger · Nigeria · Noord-Korea · Noorwegen · Oeganda · Oekraïne · Oezbekistan · Oman · Oostenrijk · Pakistan · Palestina · Panama · Papoea-Nieuw-Guinea · Paraguay · Peru · Polen · Portugal · Puerto Rico · Qatar · Roemenië · Rusland · Rwanda · Saint Kitts en Nevis · Saint Lucia · Saint Vincent en Grenadines · Salomonseilanden · Samoa · San Marino · Sao Tomé en Principe · Saoedi-Arabië · Senegal · Seychellen · Sierra Leone · Singapore · Slovenië · Slowakije · Soedan · Somalië · Spanje · Sri Lanka · Suriname · Swaziland · Syrië · Tadzjikistan · Tanzania · Thailand · Togo · Tonga · Trinidad en Tobago · Tsjaad · Tsjechië · Tunesië · Turkije · Turkmenistan · Uruguay · Vanuatu · Venezuela · Verenigde Arabische Emiraten · Verenigde Staten · Vietnam · Wit-Rusland · Zaïre · Zambia · Zimbabwe · Zuid-Afrika · Zuid-Korea · Zweden · Zwitserland